# Anacampta rigida
Anacampta rigida é uma espécie do gênero Anacampta.  

## Taxonomia
A espécie foi descrita em 1938 por Friedrich Markgraf. 